# 愛丁堡 (密蘇里州)
愛丁堡（英語：Edinburg）是位於美國密蘇里州格蘭迪縣的普查規定居民點。

## 歷史
愛丁堡的郵局於1857年設立，其後於1907年停運。

## 人口
根據2020年美國人口普查的數據，愛丁堡的面積為2.78平方千米，皆為陸地。當地共有人口84人，而人口密度為每平方千米30.22人。